# Kustzakdrager
De kustzakdrager (Whittleia retiella) is een vlinder uit de familie van de zakjesdragers (Psychidae).  De wetenschappelijke naam van deze soort is voor het eerst voorgesteld als Psyche retiella door Edward Newman in een publicatie uit 1847.
Het volwassen vrouwtje is vleugelloos en heeft ook geen antennes. De spanwijdte van het mannetje bedraagt 13 tot 17 millimeter. De vleugels zijn cremewit met een fijne donkerbruine tekening. 
De soort gebruikt grassen, in het bijzonder kweldergras en ook absintalsem en melde als waardplanten. De soort heeft een voorkeur voor een natte, vaak zilte, leefomgeving.
De kustzakdrager is in Nederland en België een zeer zeldzame vlinder. De soort kent één generatie, die vliegt van halverwege april tot in juni.